# Albert Bahns
Albert Bahns (* 5. März 1855 in Destedt; † vermutlich 1936 in Wolfenbüttel) war ein deutscher Politiker (DDP).

## Leben
Bahns war der Sohn eines Sattlermeisters und Anbauer. Er machte eine Schlosserlehre und arbeitete im erlernten Beruf. Im Jahr 1883 erhielt er das Bürgerrecht der Stadt Wolfenbüttel. Ende der 1920er Jahre trat er als Schlosserobermeister in den Ruhestand. 1935 wird er letztmals im Adressbuch der Stadt Wolfenbüttel genannt.
Politisch vertrat er linksliberale Positionen und war für die DDP von 1920 bis 1922 Mitglied des Braunschweigischen Landtags.